# Presidente Lucena
Presidente Lucena é um município brasileiro do estado do Rio Grande do Sul. Localiza-se a uma latitude 29º31'10" sul e a uma longitude 51º10'41" oeste, estando a uma altitude de 75 metros. Sua população estimada em 2022 é de 3.077 habitantes. Está localizada a 65km da capital Porto Alegre.
Em 2024, foi considerada a 11ª cidade brasileira com melhor qualidade de vida segundo o Índice de Progresso Social (IPS), da organização Social Progress Imperative.